# 제38회 카를로비바리 국제 영화제
제38회 카를로비바리 국제 영화제는 2003년 7월 4일에 열린 시상식이다.

## 수상 및 후보

### 대상(장편)
- 창문을 마주보며 - 페르잔 오즈페텍 수상

### 심사위원특별상(장편)
- Babusja - Lidia Bobrova 수상

### 감독상(장편)
- 창문을 마주보며 - 페르잔 오즈페텍 수상

### 여우주연상(장편)
- 두려움과 떨림 - 실비 테스튀 수상
- 창문을 마주보며 - 지오바나 메조기오르노 수상

### 남우주연상(장편)
- 덴마크식 러브 스토리 - 본 켈먼 수상

### 심사위원특별언급(장편)
- 두려움과 떨림 - 알랭 코르노 수상
- 장미의 노래 - Mikhail Ptashuk 수상

### 다큐멘터리상(30분이하)
- 지대 - 에사이아스 바이텔 수상

### 다큐멘터리상(30분이상)
- 예수님, 당신은 아십니다 - 울리히 사히들 수상

### 심사위원특별언급(다큐멘터�
- 다큐멘터리스트 - 하루튠 하차트리안 수상
- My Body - Margreth Olin 수상
- Portret - Sergey Loznitsa 수상

### 영화제 위원장상
- 스티븐 프리어스 수상
- 이리 멘젤 수상
- 모건 프리먼 수상

### 공식부문-경쟁
- 해안선 - 김기덕 수상